# 15857 Touji
15857 Touji è un asteroide della fascia principale. Scoperto nel 1996, presenta un'orbita caratterizzata da un semiasse maggiore pari a 2,2736892 UA e da un'eccentricità di 0,1237021, inclinata di 2,58695° rispetto all'eclittica.